# Klein Maria Dreieichen
Klein Maria Dreieichen ist eine der Schmerzhaften Mutter Gottes geweihte Wallfahrtskapelle in der Nähe von Groß in Niederösterreich. Die Hauptfeste der von Stift Altenburg seelsorglich betreuten Kapelle werden anlässlich des Festes Sieben Schmerzen Mariens und Christi Himmelfahrt gefeiert.

## Geschichte
Die Wallfahrtskirche Klein Maria Dreieichen geht auf ein zwischen 1784 und 1800 an einem von Pilgern auf dem Weg nach Mariazell oder Maria Dreieichen benutzten Weg angebrachtes Marienbildnis zurück. Angebracht wurde dieses Bild an einer Eiche mit drei Stämmen. 1819 wurde es von Wenzel Jellinek, dem Revierförster von Groß, durch eine Kopie des Gnadenbildes von Maria Dreieichen ersetzt.
Verschiedene wundersame Gebetserhörungen ließen aus der bisherigen Zwischenstation von Wallfahrten ein eigens Wallfahrtsziel werden.
Am 16. April 1827 wurde ein neues Marienbild von Pfarrer Johann Hoys aus Groß geweiht. Spender war der Förster Jellinek – ob mit Wenzel Jellinek identisch, ist nicht klar – dessen Tochter von einer lebensgefährlichen Krankheit geheilt worden war. Seit dieser Zeit stieg die Zahl der Prozessionen und Wallfahrten immer mehr an. 1830 wurde beim Marienbild auch eine aus Holz geschnitzte Marienstatue angebracht.
Am 15. Juli 1866 kam es zu einem möglicherweise durch lagernde preußische Soldaten verursachten Brand, durch den die zahlreichen Votivgaben vernichtet wurden. Unversehrt blieben lediglich der Hauptstamm der Eiche mit dem Gnadenbild. Von den beiden anderen Stämmen konnten Teile gerettet werden.
Auf Initiative von Leopold Besauer, dem Pfarrer von Groß, wurde schließlich eine Kapelle errichtet. Graf Erwin Schönborn-Buchheim als Grundherr stellte den Bauplatz zur Verfügung. Als Baumaterial für die Kapelle, deren Grundstein am 15. August 1868 gelegt wurde, diente unter anderem Zogelsdorfer Stein. Errichtet wurde das Bauwerk von dem in Sitzendorf an der Schmida ansässigen Baumeister Johann Gassalek. Geldmangel und die Versetzung des Pfarrers Besauer nach Hollabrunn brachten das Projekt zwar ins Stocken, doch konnte 1869 die Kapelle trotzdem fertiggestellt werden. 1870 konnte die Inneneinrichtung angeschafft werden, wobei der Altar über dem Wurzelstock der drei Eichenstämme errichtet wurde. Die Einweihung der Kapelle erfolgte am 28. August 1870. An diesem Tag wurde auch das gegenwärtige Gnadenbild aus der Pfarrkirche von Groß hierher übertragen. Spenden ermöglichten im Jahr 1887 die Errichtung eines kleinen Dachreiters. Das Turmkreuz wurde am 3. Juli des Jahres geweiht.
1875 erhielt die Wallfahrtskapelle die Messlizenz, die erste Heilige Messe wurde am 25. September des gleichen Jahres gelesen.
Bei einem Brand im Jahr 1908, der im Bereich des Altars ausgebrochen war, wurde die Holzstatue zerstört. Das Gnadenbild blieb erhalten.

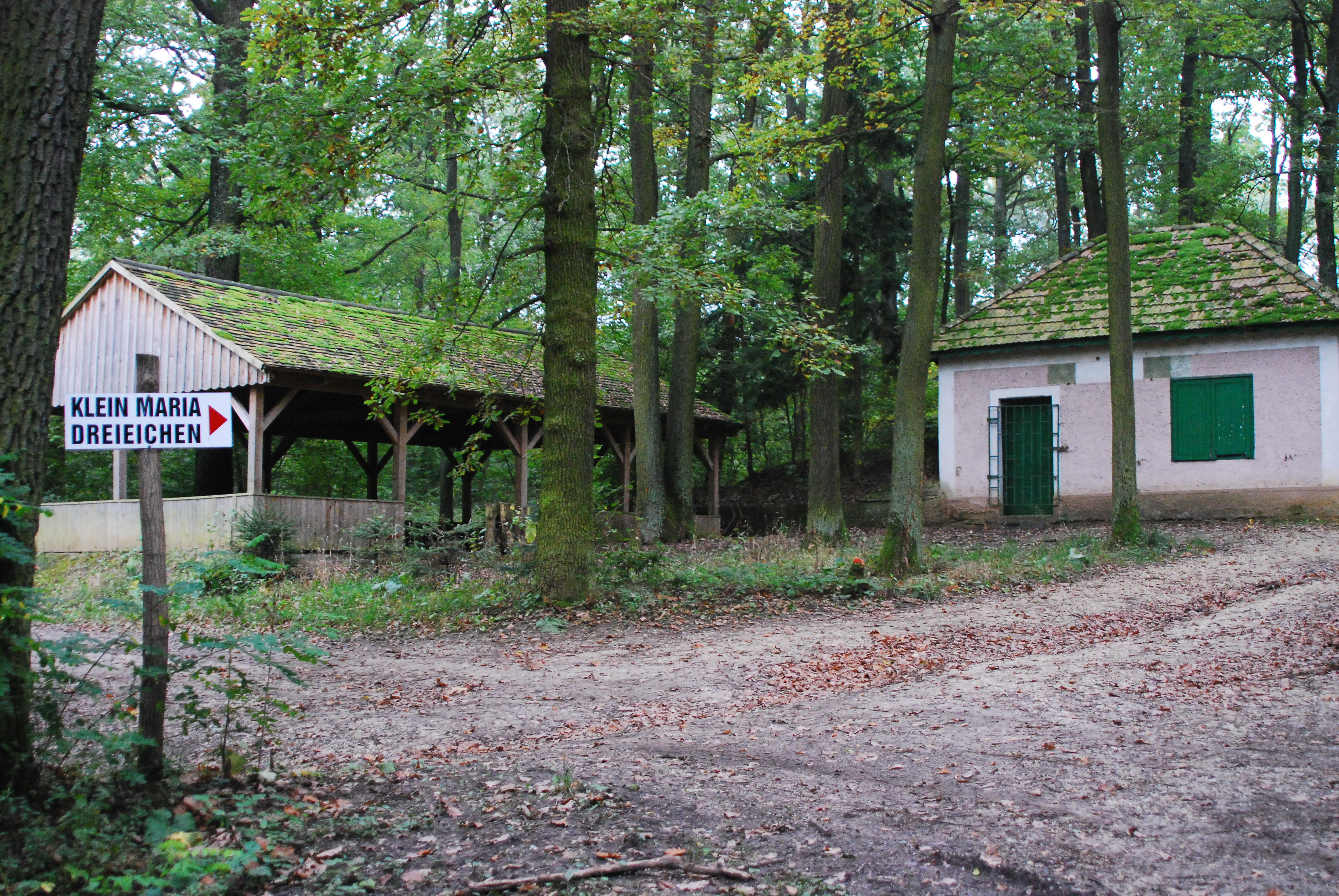
Gebäude bei der Wallfahrtskapelle Klein Maria Dreieichen

1913 wurde eine Vergrößerung der Kapelle überlegt. Zunächst waren es verschiedene Probleme, dann der Erste Weltkrieg und schließlich die dem Krieg folgenden wirtschaftlichen Schwierigkeiten, die das Vorhaben scheitern ließen. Die 1931 errichtete und am 4. Oktober geweihte Sakristei ermöglichte es, nun auch hier Gläubigen die Beichte abzunehmen.
Im Laufe der Zeit entstanden im Nahbereich der Wallfahrtskapelle Klein Maria Dreieichen verschiedene Buden zum Verkauf von Devotionalien, Andenken, Speisen und Getränken.
Zu den prominentesten Besuchern der Wallfahrtskapelle Klein-Maria-Dreieichen zählt Kardinal Friedrich Gustav Piffl, der am 9. Mai 1923 hier zu Gast war.

### Gnadenbild
Bedingt durch Brände und Verwitterung musste einige Male das Gnadenbild gewechselt werden.
Das gegenwärtige Gnadenbild ist eine aus Holz geschnitzte Pietà. Diese befand sich ursprünglich in der Pfarrkirche von Groß, die 1640 gemeinsam mit dem Ort von den Schweden verwüstet worden war. Die unbeschädigte Pietà wurde bei den Aufräumungsarbeiten gefunden und in der neuen Pfarrkirche wieder aufgestellt. Am 28. August 1870 wurde sie in die Wallfahrtskapelle Klein Maria Dreieichen übertragen. Gegenwärtig wird die spätgotische Pietà im Museum Hollabrunn aufbewahrt.

## Kapelle Klein Maria Dreieichen
Die Wallfahrtskapelle Klein Maria Dreieichen ist ein dreiseitig geschlossener Bau mit Spitzbogenfenstern. Die Fassade ist durch Mauerfaschen gegliedert und verfügt über einen klassizierenden Portalrisalit.

## Brunnen und Bründl
Ein 1829 in der Nähe der Wallfahrtskapelle gegrabener Brunnen zur Versorgung der Wallfahrer mit Wasser trocknete einige Jahre später aus, so dass er später wieder zugeschüttet wurde. Um dieses Versorgungsproblem zu lösen, sollte ein neuer Brunnen errichtet werden. Dies wurde jedoch durch den Ausbruch des Ersten Weltkriegs verhindert und erst 1927 wieder in Angriff genommen. Karl Beichl machte eine nahe gelegene Wasserader ausfindig. Ihrer Tiefe wegen war die Errichtung des Brunnens aber zu teuer.
1930 wurde das verfallene Kalkhauser-Bründl instand gesetzt, ähnlich einer Grotte wieder aufgebaut und mit einer Lourdesstatue geschmückt.